# Lijst van voetbalinterlands Colombia - Roemenië
Deze lijst van voetbalinterlands is een overzicht van alle officiële voetbalwedstrijden tussen de nationale teams van Colombia en Roemenië. De landen speelden tot op heden vier keer tegen elkaar. De eerste ontmoeting, een groepswedstrijd tijdens het Wereldkampioenschap voetbal 1994, werd gespeeld in Pasadena (Verenigde Staten) op 18 juni 1994. Het laatste duel, een vriendschappelijke wedstrijd, vond plaats op 26 maart 2024 in Madrid (Spanje).

## Wedstrijden
| № | Plaats   | Datum         | Competitie        | Wedstrijd           | Uitslag |
| - | -------- | ------------- | ----------------- | ------------------- | ------- |
| 1 | Pasadena | 18 juni 1994  | WK 1994           | Colombia − Roemenië | 1 − 3   |
| 2 | Lyon     | 15 juni 1998  | WK 1998           | Colombia − Roemenië | 0 − 1   |
| 3 | Chicago  | 27 mei 2006   | Vriendschappelijk | Roemenië − Colombia | 0 − 0   |
| 4 | Madrid   | 26 maart 2024 | Vriendschappelijk | Roemenië − Colombia | 2 − 3   |

## Samenvatting
| Competitie        | Totaal gespeeld | Winst Colombia | Gelijk | Winst Roemenië | Doelsaldo Colombia – Roemenië |
| ----------------- | --------------- | -------------- | ------ | -------------- | ----------------------------- |
| WK-eindronde      | 2               | 0              | 0      | 2              | 1 − 4                         |
| Vriendschappelijk | 2               | 1              | 1      | 0              | 3 − 2                         |
| Totaal            | 4               | 1              | 1      | 2              | 4 − 6                         |

Wedstrijden bepaald door strafschoppen worden, in lijn met de FIFA, als een gelijkspel gerekend.

## Details

### Eerste ontmoeting
| Groepswedstrijd WK 1994 (Pasadena, Verenigde Staten, 18 juni 1994): |              | |
| Colombia | 1 – 3        | Roemenië |
| Adolfo Valencia 43' | goals        | 16' Florin Răducioiu 34' Gheorghe Hagi 89' Florin Răducioiu |
| Francisco Maturana | bondscoach   | Anghel Iordănescu |
| Óscar Córdoba Luis Fernando Herrera Andrés Escobar Wilson Pérez Luis Carlos Perea Leonel Álvarez Carlos Valderrama Gabriel Gómez Freddy Rincón Adolfo Valencia Faustino Asprilla | opstellingen | Bogdan Stelea Dan Petrescu Miodrag Belodedici Gheorghe Popescu Daniel Prodan Ioan Lupescu Gheorghe Hagi Dorinel Munteanu Gheorghe Mihali 90' Florin Răducioiu 68' Ilie Dumitrescu |
| | wissels      | 68' Tibor Selymes 90' Corneliu Papură |
| Luis Fernando Herrera 36' Carlos Valderrama 53' Leonel Álvarez 70' | gele kaarten | 39' Florin Răducioiu |

### Tweede ontmoeting
| Groepswedstrijd WK 1998 (Lyon, Frankrijk, 15 juni 1998): |              | |
| Colombia | 0 – 1        | Roemenië |
| | goals        | 45' Adrian Ilie |
| Hernán Darío Gómez | bondscoach   | Anghel Iordănescu |
| Faryd Mondragón Wilmer Cabrera Jorge Bermúdez Ever Palacios José Santa Mauricio Serna Harold Lozano Carlos Valderrama Freddy Rincón Víctor Aristizábal 46' Faustino Asprilla 85' | opstellingen | Bogdan Stelea Dan Petrescu Liviu Ciobotariu Gheorghe Popescu Iulian Filipescu 77' Gheorghe Hagi 69' Gabriel Popescu Constantin Gâlcă Dorinel Munteanu Adrian Ilie 85' Viorel Moldovan |
| Adolfo Valencia 46' Léider Preciado 85' | wissels      | 69' Ovidiu Stîngă 77' Lucian Marinescu 85' Radu Niculescu |
| José Santa 47' | gele kaarten | 54' Iulian Filipescu 69' Dorinel Munteanu 78' Dan Petrescu |

### Derde ontmoeting
| Vriendschappelijk (Chicago, Verenigde Staten, 27 mei 2006): |              | |
| Roemenië | 0 – 0        | Colombia |
| | goals        | |
| Victor Pițurcă | bondscoach   | Reinaldo Rueda |
| Bogdan Lobonț Cosmin Contra 76' Gabriel Tamaș Nicolae Goian Pompiliu Stoica Mirel Rădoi Ovidiu Petre Bănel Nicoliță Răzvan Cociș 73' Mugurel Buga 52' Daniel Niculae | opstellingen | Óscar Córdoba Pablo Pachón Luis Perea Andrés Orozco 73' Óscar Passo John Viáfara 42' Jairo Patiño Jaime Castrillón 66' Elkin Soto Elkin Murillo 79' Hugo Rodallega |
| Tiberiu Bălan 52' Marius Niculae 73' Valentin Bădoi 76' | wissels      | 42' Tressor Moreno 66' Fredy Guarín 73' Estiven Vélez 79' Luis Yanes                                                                                               |
| Cosmin Contra 45' Marius Niculae 84' | gele kaarten | 71' John Viáfara |

Colfútbol · A-internationals · Selecties · Statistieken · Bondscoaches · Colombiaans vrouwenelftal · Olympisch elftal · Colombia U20 · Colombia U17
1938 – 1949 ·
1950 – 1959 ·
1960 – 1969 ·
1970 – 1979 ·
1980 – 1989 ·
1990 – 1999 ·
2000 – 2009 ·
2010 – 2019 ·
2020 – 2029
WK 1962 · 
WK 1990 · 
WK 1994 · 
WK 1998 · 
WK 2014 · 
WK 2018
OS 1968 · 
OS 1972 · 
OS 1980 · 
OS 1992 · 
OS 2016
1938 · 
1939 · 1940 · 1941 · 1942 · 1943 · 1944 · 
1946 · 
1947 · 
1948 · 
1949 · 
1950 · 1951 · 1952 · 1953 · 1954 · 1955 · 1956 · 
1957 · 
1958 · 1959 · 1960 · 
1961 · 
1962 · 
1963 · 
1964 · 
1965 · 
1966 · 
1967 · 
1968 · 
1969 · 
1970 · 
1971 · 
1972 · 
1973 · 
1974 · 
1975 · 
1976 · 
1977 · 
1978 · 
1979 · 
1980 · 
1981 · 
1982 · 
1983 · 
1984 · 
1985 · 
1986 · 
1987 · 
1988 · 
1989 · 
1990 ·
1991 · 
1992 · 
1993 · 
1994 · 
1995 · 
1996 · 
1997 · 
1998 · 
1999 · 
2000 · 
2001 · 
2002 · 
2003 · 
2004 · 
2005 · 
2006 · 
2007 · 
2008 · 
2009 · 
2010 · 
2011 · 
2012 · 
2013 · 
2014 · 
2015 · 
2016 · 
2017 ·
2018 ·
2019 ·
2020 ·
2021
Algerije ·
Argentinië ·
Australië ·
Bahrein ·
België ·
Bolivia · 
Brazilië ·
Canada ·
Chili ·
China · 
Costa Rica ·
Cuba ·
DDR ·
Duitsland ·
Ecuador ·
Egypte ·
El Salvador ·
Engeland ·
Finland ·
Frankrijk ·
Griekenland ·
Guatemala · 
Haïti ·
Honduras ·
Hongarije ·
Hongkong ·
Ierland ·
Irak ·
Israël ·
Ivoorkust ·
Jamaica ·
Japan ·
Joegoslavië ·
Jordanië ·
Kameroen ·
Koeweit · 
Liberia · 
Marokko ·
Mexico ·
Montenegro ·
Nederland ·
Nederlandse Antillen ·
Nicaragua ·
Nieuw-Zeeland · 
Nigeria ·
Noord-Ierland ·
Noorwegen ·
Panama ·
Paraguay ·
Peru ·
Polen ·
Puerto Rico ·
Qatar ·
Roemenië ·
Saoedi-Arabië ·
Schotland ·
Senegal ·
Servië ·
Slovenië ·
Slowakije ·
Sovjet-Unie ·
Spanje ·
Trinidad en Tobago ·
Tsjecho-Slowakije ·
Tunesië · 
Turkije · 
Uruguay ·
Venezuela ·
Verenigde Arabische Emiraten · 
Verenigde Staten ·
Zuid-Afrika ·
Zuid-Korea ·
Zweden ·
Zwitserland
Brazilië (2014) ·
Engeland (2018) ·
Griekenland (2014) ·
Ivoorkust (2014) ·
Japan (2014) ·
Japan (2018) ·
Polen (2018) ·
Senegal (2018) ·
Uruguay (2014)
FRF · A-internationals · Selecties · Bondscoaches · Statistieken · Roemeens vrouwenelftal · Olympisch elftal · Roemenië U21 · Roemenië U20 · Roemenië U19 · Roemenië U18 · Roemenië U17 · Roemenië U16
1922 – 1929 · 
1930 – 1939 · 
1940 – 1949 · 
1950 – 1959 · 
1960 – 1969 · 
1970 – 1979 · 
1980 – 1989 · 
1990 – 1999 · 
2000 – 2009 · 
2010 – 2019 · 
2020 – 2029
EK's: 1984 · 
1996 · 
2000 · 
2008 · 
2016 · 
2024
WK's: 1930 · 
1934 · 
1938 · 
1970 · 
1990 · 
1994 · 
1998
OS: 1924 · 
1952 · 
1964 · 
2020
1922 · 
1923 · 
1924 · 
1925 · 
1926 · 
1927 · 
1928 · 
1929 · 
1930 · 
1931 · 
1932 · 
1933 · 
1934 · 
1935 · 
1936 · 
1937 · 
1938 · 
1939 · 
1940 · 
1941 · 
1942 · 
1943 · 
1944 · 
1945 · 
1946 · 
1947 · 
1948 · 
1949 · 
1950 · 
1952 · 
1952 · 
1953 · 
1954 · 
1955 · 
1956 · 
1957 · 
1958 · 
1959 · 
1960 · 
1961 · 
1962 · 
1963 · 
1964 · 
1965 · 
1966 · 
1967 · 
1968 · 
1969 · 
1970 · 
1971 · 
1972 · 
1973 · 
1974 · 
1975 · 
1976 · 
1977 · 
1978 · 
1979 · 
1980 · 
1981 · 
1982 · 
1983 · 
1984 · 
1985 · 
1986 · 
1987 · 
1988 · 
1989 · 
1990 · 
1991 · 
1992 · 
1993 · 
1994 · 
1995 · 
1996 · 
1997 · 
1998 · 
1999 · 
2000 · 
2001 · 
2002 · 
2003 · 
2004 · 
2005 · 
2006 · 
2007 · 
2008 · 
2009 · 
2010 · 
2011 · 
2012 · 
2013 · 
2014 · 
2015 ·
2016 ·
2017 ·
2018 ·
2019 ·
2020 ·
2021 ·
2022 ·
2023
Albanië ·
Algerije ·
Andorra ·
Argentinië ·
Armenië ·
Australië ·
Azerbeidzjan ·
België ·
Bolivia ·
Bosnië en Herzegovina ·
Brazilië ·
Bulgarije ·
Chili ·
China ·
Colombia ·
Congo-Kinshasa ·
Cuba ·
Cyprus ·
DDR ·
Denemarken ·
Duitsland ·
Ecuador ·
Egypte ·
Engeland ·
Estland ·
Faeröer ·
Finland ·
Frankrijk ·
Georgië ·
Griekenland ·
Honduras ·
Hongarije ·
Ierland ·
IJsland ·
Irak ·
Iran ·
Israël ·
Italië ·
Ivoorkust ·
Japan ·
Joegoslavië ·
Kameroen ·
Kazachstan · 
Kosovo · 
Kroatië ·
Letland ·
Liechtenstein ·
Litouwen ·
Luxemburg ·
Malta ·
Marokko ·
Mexico ·
Moldavië ·
Montenegro ·
Nederland ·
Nigeria ·
Noord-Ierland ·
Noord-Macedonië ·
Noorwegen ·
Oekraïne ·
Oostenrijk ·
Paraguay ·
Peru ·
Polen ·
Portugal ·
Rusland ·
San Marino ·
Schotland ·
Servië ·
Slovenië ·
Slowakije ·
Sovjet-Unie ·
Spanje ·
Trinidad en Tobago ·
Tsjechië ·
Tsjecho-Slowakije ·
Tunesië ·
Turkije ·
Turkmenistan ·
Uruguay ·
Verenigde Arabische Emiraten ·
Verenigde Staten ·
Wales ·
Wit-Rusland ·
Zuid-Korea ·
Zweden ·
Zwitserland
Albanië (2016) · 
Frankrijk (2008) · 
Frankrijk (2016) · 
Italië (2008) · 
Nederland (2008) · 
Zwitserland (2016)